# Orbital Piloted Assembly and Experiment Complex

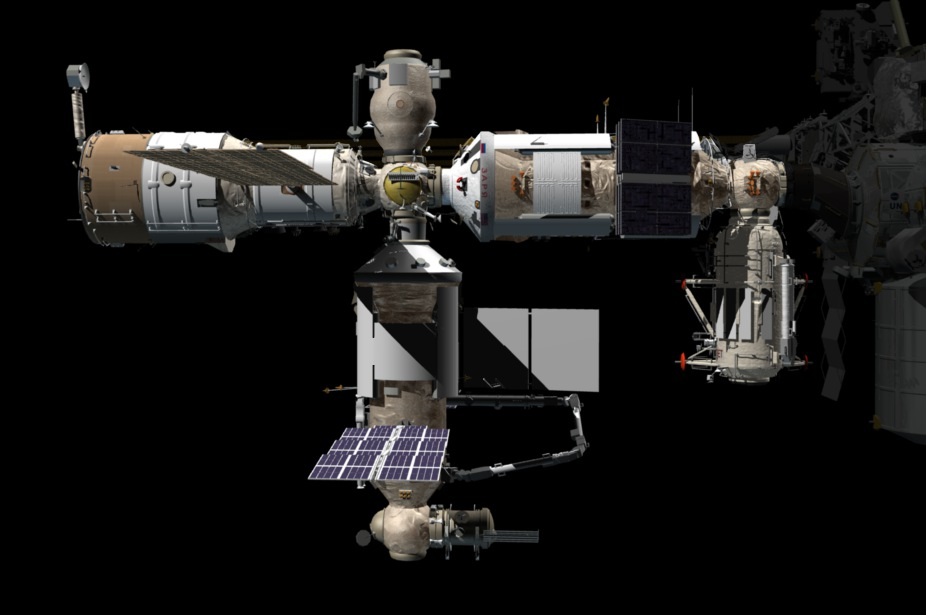
Model de l'estació russa proposada.

L'Orbital Piloted Assembly and Experiment Complex (rus: Орбитальный Пилотируемый Сборочно-Экспериментальный Комплекс, Orbitalnyj Pilotiruiemyj Sboročno-Ekspierimientalnyj Komplieks)
(ОПСЭК, OPSEK) és una proposta d'estació espacial modular de tercera generació en òrbita terrestre baixa. L'OPSEK estaria formada de mòduls del segment orbital rus de l'Estació Espacial Internacional (ISS). La proposta seria utilitzar l'OPSEK per muntar components de naus espacials tripulades interplanetàries destinades a Mart, la Lluna, i possiblement Saturn. La tripulació de tornada també es recuperaria a l'estació abans d'aterrar a la Terra. Aquesta estació espacial russa formaria part d'una xarxa d'espai profund, donant suport a l'exploració tripulada del sistema solar.